# Capella dels Dolors (Sant Joan de les Abadesses)
La Capella dels Dolors és una obra de Sant Joan de les Abadesses (Ripollès) protegida com a Bé Cultural d'Interès Local.

## Descripció
La capella dels Dolors és un edifici contigu a l'església i al claustre del monestir Sant Joan de les Abadesses. És de planta rectangular i és cobert amb una teulada a dues aigües. És un edifici construït entre els anys 1948 i 1951 al lloc on, des del segle xviii hi havia la capella dels Dolors i, en època monàstica, probablement era ocupat pel dormitori de la comunitat. La capella dels Dolors se circumscriu dins del pla de restauració del monestir projectat per l'arquitecte Raimon Duran i Reynals. A l'interior de la capella sobresurt la decoració barroca del presbiteri, traslladada del lloc que ocupava a l'origen, això és, el cambril barroc afegit a l'església durant el segle xviii. El cambril va ser obra de l'arquitecte Josep Morató i hi van treballar diferents artesans, escultors i pintors, entre els quals, Jacint, Pere i Francesc Morató, Joan Arnau, Josep Ral i Marian Colomer. La decoració interior de la capella dels Dolors, a més de l'esmentada i que fou traslladada del cambril abans del seu enderroc, es complementa amb la magnífica escultura de la Pietat, obra de Josep Viladomat, i les pintures de la nau, amb temes eucarístics, realitzats per Josep Obiols.